# Język kongo
Język kongo, inaczej: kikongo – język z rodziny bantu, używany w Kongu, Demokratycznej Republice Konga i Angoli.
Jest obok suahili, lingala i cziluba jednym z języków wehikularnych promowanych przez rząd Demokratycznej Republiki Konga. Jedynym urzędowym językiem tego kraju, podobnie jak i Konga, jest język francuski.

## Fonologia
|              | Dwuwargowe | Dwuwargowe | Dziąsłowe | Dziąsłowe | Tylnojęzykowe | Tylnojęzykowe |
| ------------ | ---------- | ---------- | --------- | --------- | ------------- | ------------- |
| Nosowe       | m /m/      | m /m/      | n /n/     | n /n/     | ng /ŋ/        | ng /ŋ/        |
| Zwarte       | mp /ᵐp/    | mb /ᵐb/    | nt /ⁿt/   | nd /ⁿd/   | nk /ᵑk/       |               |
| Zwarte       | p /p/      | b /b/      | t /t/     | d /d/     | k /k/         | k /k/         |
| Szczelinowe  | mf /ᶬf/    | mv /ᶬv/    | ns /ⁿs/   | nz /ⁿz/   |               |               |
| Szczelinowe  | f /f/      | v /v/      | s /s/     | z /z/     |               |               |
| Aproksymanty | w /w/      | w /w/      | l /l/     | l /l/     | y /j/         | y /j/         |

|           | Przymknięte | Tylne |
| --------- | ----------- | ----- |
| Przednie  | i /i/       | u /u/ |
| Centralne | e /e/       | o /o/ |
| Otwarte   | a /a/       | a /a/ |

## Angielskie słowa pochodzące z języka kongo
- Słowo „zombie” pochodzi od słowa z języka kongo zumbi, co oznacza „fetysz”.
- Słowo funk, lub funky, w amerykańskiej muzyce popularnej wywodzi się ze słowa kongo Lu-fuki[1].
- Nazwa kubańskiego tańca mambo pochodzi od słowa oznaczającego „rozmowę z bogami”